# Maria Koźlakiewicz
Maria Joanna Koźlakiewicz (ur. 2 lutego 1985 w Mławie) – polska polityczka i przedsiębiorca rolny, posłanka na Sejm X kadencji.

## Życiorys
Bratanica Mirosława Koźlakiewicza. W 2010 ukończyła studia na Wydziale Bioinżynierii Zwierząt Uniwersytetu Warmińsko-Mazurskiego, uzyskując tytuł zawodowy magistra inżyniera w zakresie zootechniki. Została też absolwentką studiów podyplomowych w Szkole Głównej Handlowej – menedżersko-handlowych (2021) oraz z administracji i zarządzania (2022). Z zawodu przedsiębiorca rolny, zajęła się prowadzenie fermy drobiu we wsi Modła w gminie Wiśniewo.
Wstąpiła do Platformy Obywatelskiej RP. W wyborach w 2023 bez powodzenia kandydowała do Sejmu z listy Koalicji Obywatelskiej w okręgu płockim, otrzymując 4535 głosów (1,02% głosów oddanych w okręgu). 26 czerwca 2024 objęła mandat posłanki X kadencji, zastępując Marcina Kierwińskiego, który został wybrany do Parlamentu Europejskiego. W Sejmie zasiadła w Komisji do Spraw Kontroli Państwowej, Komisji Regulaminowej, Spraw Poselskich i Immunitetowych, Komisji Polityki Senioralnej oraz Komisji Polityki Społecznej i Rodziny.